# May Calamawy
May Calamawy (Bahrein, 28 oktober 1986) is een Egyptisch-Palestijns actrice. Ze speelde onder andere Dena Hassan in de televisieserie Ramy en Layla El-Faouly / Scarlet Scarab in Moon Knight, de eerste Egyptische en Arabische superheldin in het Marvel Cinematic Universe.

## Biografie
Calamawy werd geboren in Bahrein op 28 oktober 1986, als de dochter van een Egyptische vader die als retailbankier werkte en een Palestijns-Jordaanse moeder. Ze heeft een ouder broer. Ze groeide op in Bahrein, maar leefde ook zes jaar tussen Doha, Qatar en Houston, Texas voor haar twaalfde levensjaar. Calamawy spreekt Engels en Arabisch en speelt piano.
Calamawy werd geïnspireerd om actrice te worden nadat ze als kind de film Death Becomes Her uit 1992 zag. Ze begon met acteren in korte films waarin ze werd geciteerd onder haar volledige naam May El Calamawy. Later liet ze dit veranderen naar May Calamawy. In 2006 debuteerde Calamawy in de film Thursday geregisseerd door Thadd Williams. Van 2009 tot 2014 pendelde ze tussen Dubai en Abu Dhabi waar ze in korte films en pilots verscheen. Haar eerste hoofdrol was in de bovennatuurlijke horrorfilm Djinn van regisseur Tobe Hooper uit 2013. Dit was de eerste horrorfilm geproduceerd in de Verenigde Arabische Emiraten.
In 2017 had ze een terugkerende rol in National Geographic miniserie The Long Road Home, en gastrollen in The Brave en Madam Secretary. Het daaropvolgende jaar volde een gastrol in de CBS misdaad televisieserie FBI. In oktober 2018 werd Calamawy aangekondigd in een terugkerende rol in de Hulu dramedy Ramy, waarin ze Ramy's zus Dena Hassan speelde. In 2020 sprak ze de stem in van Ellie Malik in de videogame NBA 2K21. In 2021 was Calamawy te zien in de komediefilm Together Together met Ed Helms en Patti Harrison.
In 2022 had Calamawy een rol in de Disney+ televisieserie Moon Knight, gebaseerd op het gelijknamige Marvel Comics personage Moon Knight, waarin ze de rol van Layla El-Faouly vertolkte, een Egyptische archeologe en de vervreemde vrouw van Marc Spector gespeeld door Oscar Isaac. Het is de bedoeling dat Calamawy's personage later uitgroeide tot de Scarlet Scarab, de eerste Egyptische en Arabische superheld in het Marvel Cinematic Universe. In september 2023 maakte Calamawy's personage haar stripdebuut als de nieuwe Scarlet Scarb in Moon Knight Vol. 9 #25.
In juli 2022 leende Calamawy haar stem voor de animatieserie Moon Girl and Devil Dinosaur in. Deze show ging in première op Disney Channel en Disney+ in 2023. In mei 2023 voegde ze zich in de cast van Ridley Scott's Gladiator II waarin ze oorspronkelijk een grote rol zou spelen. De scenes waarin Calamawy verscheen werden echter uit de film geknipt waardoor ze enkel te zien was in de achtergrond als compagnon van Denzel Washington's personage in een paar scenes.
In 2025 speelde Calamawy vijf verschillende personages in de thrillerfilm The Actor van regisseur Duke Johnson.
In april 2025 werd Calamawy gecast in de bovennatuurlijke horrorfilm The Mummy van regisseur Lee Cronin.

## Filmografie

### Films
| Jaar | Titel                  | Rol                  | Opmerkingen                           |
| ---- | ---------------------- | -------------------- | ------------------------------------- |
| 2006 | Thursday               | Kelly Spencer        |                                       |
| 2007 | Temperance             | Leila                | Korte film                            |
| 2008 | Santa Claus in Baghdad | Hala                 | Korte film                            |
| 2011 | Hassad Al Möta         | Tunnel Zombie        | Korte film                            |
| 2011 | Paradise Falls         | Jenny                | Korte film                            |
| 2012 | A Genie Called Gin     | Lucy                 | Korte film                            |
| 2013 | Djinn                  | Aisha                |                                       |
| 2013 | Moi aussi je t'aime    |                      | Korte film                            |
| 2017 | Passerby               | Saba                 | Korte film                            |
| 2019 | The Bed                | Woman                | Korte film                            |
| 2019 | Saeed                  | Sue                  | Korte film                            |
| 2019 | 1 Out of 30            | Fatimah              | Korte film                            |
| 2021 | Together Together      | Carly                |                                       |
| 2021 | Meet Cute              | Girl                 | Korte film                            |
| 2024 | Gladiator II           | Macrinus's compagnon | Ongeciteerde cameo; rol werd ingekort |
| 2025 | The Actor              |                      |                                       |

### Televisie
| Jaar       | Titel                        | Rol                              | Extra                                              |
| ---------- | ---------------------------- | -------------------------------- | -------------------------------------------------- |
| 2011       | Checking In                  | Raya                             | Aflevering: "Sneak Peek"                           |
| 2017       | Madam Secretary              | Mona Alsnany                     | Aflevering: "Off The Record"                       |
| 2017       | The Brave                    | Mina Bayoud                      | Aflevering: "It's All Personal"                    |
| 2017       | The Long Road Home           | Faiza                            | National Geographic televisieserie                 |
| 2017       | BKPI                         | Ameena                           | Aflevering: "Mister Flasher"                       |
| 2018       | FBI                          | Nita Kayali                      | Aflevering: "Green Birds"                          |
| 2019–heden | Ramy                         | Dena Hassan                      | Hoofdrol                                           |
| 2022       | Moon Knight                  | Layla El-Faouly / Scarlet Scarab | Hoofdrol                                           |
| 2022       | Marvel Studios: Assembled    | Herself                          | Aflevering: "Assembled: The Making of Moon Knight" |
| 2023       | Moon Girl and Devil Dinosaur | Fawzia (stem)                    | Aflevering: "Goodnight, Moon Girl"                 |